# Feel Special (canción)
«Feel Special» es una canción grabada por el grupo surcoreano Twice. Fue lanzada por JYP Entertainment el 23 de septiembre de 2019, como el sencillo principal del octavo EP del grupo, titulado Feel Special.

## Antecedentes y lanzamiento
Antes del lanzamiento del EP, el grupo lanzó teasers en las redes sociales para el vídeo musical de «Feel Special», su canción homónima principal, incluidos clips individuales para cada miembro. El 10 de septiembre de 2019, el día en que se lanzó el clip de Momo, su nombre fue tendencia antes del evento de Apple en Twitter.
Posteriormente, Dahyun lanzó una versión para piano de la canción el 28 de mayo de 2020, en su cumpleaños número 22. Luego, se incluyó una versión japonesa de «Feel Special» en el tercer álbum recopilatorio en japonés del grupo titulado #Twice3, lanzado el 16 de septiembre de 2020.

## Composición y letra
«Feel Special» es una canción pop escrita en clave de la bemol mayor. Escribiendo para Billboard, Tamar Herman describió la canción como «una pista vibrante y edificante», escribiendo que la canción «(abre) con sintetizadores extravagantes y (conduce) a un ritmo de bajo maravilloso», pasando lentamente a «versos atmosféricos y alegres raps y finalmente entra en el estruendoso e impactante coro».
La letra de la canción, que fue escrita por J.Y. Park, se basó en una conversación que tuvo con las miembros de Twice durante una cena, en la que expresaron las emociones que sintieron al lidiar con las presiones de la fama a lo largo de los cuatro años desde su debut en 2015. Nayeon expresó que «esta canción principal tiene nuestras historias». Ella llamó a la canción «una de las pistas más memorables del grupo. Las miembros han considerado que la canción es sincera y se puede relacionar con su letra personal y veraz. El mensaje clave de la canción es el cambio de sentirse insignificante a encontrar un propósito».
En una entrevista con PopCrush, Chaeyoung dijo que las letras están destinadas a inspirar a los fans a darse cuenta de que no están solos y apreciar a las personas preciosas que los rodean durante los momentos difíciles. Jeongyeon señaló que ojalá la canción sirva como motivación en momentos en que la gente se siente cansada a medida que la vida se complica. Tzuyu dijo que la canción «tiene letras muy verdaderas y sentimentales» para sus fans y el público, y señaló que las canciones se vuelven más difíciles de interpretar a medida que se vuelven más identificables. Ella espera que sus fans puedan «encontrar consuelo en esta canción y darse cuenta de que no están solos y que es maravilloso amarse a uno mismo».
Mina tiene un verso en solitario en esta canción después del primer estribillo, hacia la mitad de la canción. Kat Moon de revista Time señaló que «la parte que grabó para 'Feel Special' parece hacerse eco de las declaraciones sobre sus emociones hacia la actuación». Dahyun enfatizó que la parte después del verso de Mina es la más importante, que describe la astilla de esperanza que aparece y la progresión de nadie a alguien».

## Vídeo musical
El vídeo musical fue lanzado el 23 de septiembre de 2019. Fue visto más de 11 millones de veces en YouTube en menos de 16 horas después de su lanzamiento. En el vídeo, las miembros del grupo están vestidas con estilos únicos para mostrar sus personalidades individuales y roles distintos en el grupo. Ocho miembros del grupo formaron cuatro parejas. En cada pareja, se aprecian las miembros cómo se acercan unas a otras. Chaeyoung, que está dentro de una cúpula blanca, se encuentra con Mina cuando se acerca a la cúpula y se vuelve transparente. Momo se encuentra con Tzuyu, que es una muñeca diosa que reside en una casa de muñecas. Nayeon, cuyo rostro se muestra en numerosas pantallas de televisión, ofrece una sonrisa de apoyo a Jihyo. Dahyun, que lleva un paraguas con los colores de Twice, se acerca a Sana, que está sentada sola y empapada por la lluvia. Jeongyeon, que no está emparejada con ninguna miembro, se ve inicialmente sintiéndose sola hasta que se imagina uniéndose a otras miembros del grupo, disfrutando y divirtiéndose. Al 12 de diciembre de 2020, el vídeo tiene más de 300 millones de visitas.

## Promoción
Twice promocionó «Feel Special» en varios programas de música de Corea del Sur, incluidos Inkigayo, M! Countdown y Show! Music Core desde finales de septiembre hasta mediados de octubre. El grupo obtuvo un total de siete victorias por «Feel Special» a lo largo de su promoción. Twice también interpretó la canción en vivo durante la etapa japonesa de la gira llamada "Twice World Tour 2019-2020 Twicelights".

## Rendimiento comercial
«Feel Special» alcanzó la cima en las listas musicales K-pop Hot 100 y en el World Digital Song Sales. También alcanzó el número 4 en la lista Japan Hot 100, la posición número 8 en el Recorded Music NZ de Nueva Zelanda, el número 9 en Gaon Digital Chart, y el número 13 en la lista de sencillos digitales de Oricon en Japón. La canción también significó la primera entrada del grupo a la lista Canadian Hot 100, debutando en el número 82.
En mayo de 2020, «Feel Special» recibió la certificación de plata por streaming al superar las 30 millones de reproducciones en la lista Oricon Streaming Singles de la Recording Industry Association of Japan (RIAJ) de Japón.

## Recepción de la crítica
Jeff Benjamin del South China Morning Post, incluyó a «Feel Special» en las "10 mejores canciones de K-pop de 2019", ubicándose en el número tres y describiendo la canción como un «sencillo impresionante impulsado por un sintetizador que no solo continuó la serie de canciones de Twice, inmaculados éxitos de las listas de éxitos, pero también tiene un mensaje más profundo sobre cómo cuidarse a sí mismo". Kim Do-heon de IZM dio una crítica mixta a la canción, calificando su producción como «elegante pero desactualizada», y señaló que, si bien el sencillo apuntaba con éxito a una imagen más madura, su «integridad y método de expresión son los más bajos entre la discografía de Twice». Sin embargo, afirmó que la totalidad de Feel Special en su conjunto vale la pena escucharlo debido al «sonido electropop urbano y chic bien ubicado, bajo la atmósfera solitaria y tranquila creada por la canción principal».

## Premios y reconocimientos

### Premios y nominaciones
| Año  | Evento                | Premio                | Resultado | Ref.   |
| ---- | --------------------- | --------------------- | --------- | ------ |
| 2019 | Annual /r/kpop Awards | Vídeo musical del año | Nominado  | [ 19 ] |
| 2019 | Annual /r/kpop Awards | Mejor teaser          | Nominado  | [ 19 ] |

### Premios en programas de música
| Programa                  | Fecha                 | Ref.   |
| ------------------------- | --------------------- | ------ |
| Show Champion (MBC Music) | 2 de octubre de 2019  | [ 20 ] |
| Show Champion (MBC Music) | 9 de octubre de 2019  | [ 21 ] |
| M Countdown (Mnet)        | 3 de octubre de 2019  | [ 22 ] |
| M Countdown (Mnet)        | 10 de octubre de 2019 | [ 23 ] |
| Music Bank (KBS)          | 4 de octubre de 2019  | [ 24 ] |
| Inkigayo (SBS)            | 6 de octubre de 2019  | [ 25 ] |
| Inkigayo (SBS)            | 13 de octubre de 2019 | [ 26 ] |

### Listados
| Publicación              | Lista                                          | Ranking  | Ref.   |
| ------------------------ | ---------------------------------------------- | -------- | ------ |
| Marie Claire             | 35 Essential K-Pop Songs Every Fan Should Know | Incluida | [ 27 ] |
| South China Morning Post | The 10 best K-pop songs of 2019                | 3.º      | [ 28 ] |

## Posicionamiento en listas
| Lista (2019)                                        | Mejor posición |
| --------------------------------------------------- | -------------- |
| Canadá (Canadian Hot 100)                           | 82             |
| Corea del Sur (K-Pop Hot 100)                       | 1              |
| Corea del Sur (Gaon Digital Chart)                  | 9              |
| Estados Unidos (Billboard World Digital Song Sales) | 1              |
| Japón (Japan Hot 100)                               | 4              |
| Japón (Oricon)                                      | 13             |
| Nueva Zelanda (RMNZ)                                | 8              |

| Lista (2019)                       | Mejor posición |
| ---------------------------------- | -------------- |
| Corea del Sur (Gaon Digital Chart) | 126            |

## Certificaciones
| País                                               | Organismo certificador | Certificación | Ventas certificadas | Ref.      |
| Streaming                                          | Streaming              | Streaming     | Streaming           | Streaming |
| -------------------------------------------------- | ---------------------- | ------------- | ------------------- | --------- |
| Japón                                              | RIAJ                   | Platino       | 100,000,000*        | [ 16 ]    |
| *Cifras de ventas basadas solo en certificaciones. |                        |               |                     |           |

## Historial de lanzamiento
| País   | Fecha                    | Formato                       | Sello             | Ref.  |
| ------ | ------------------------ | ----------------------------- | ----------------- | ----- |
| Varios | 23 de septiembre de 2019 | CD Descarga digital streaming | JYP Entertainment | [ 1 ] |